# 信陽市
信陽市（しんようし）は、中華人民共和国河南省南東部に位置する地級市。
中国十大銘茶の一つの、信陽毛尖（しんようもうせん）の産地である。

## 地理
河南省の南東部に位置し、駐馬店市、南陽市、湖北省、安徽省に接する。

## 歴史
西周代、申・息などの諸侯国があったが、楚に滅ぼされた。

## 行政区画
2市轄区・8県を管轄下に置く。
- 市轄区：
  - 平橋区・溮河区
- 県：
  - 羅山県・光山県・新県・商城県・固始県・潢川県・淮浜県・息県

| 信陽市の地図                                                      |
| ----------------------------------------------------------------- |
| 溮河区 平橋区 羅山県 光山県 新県 商城県 固始県 潢川県 淮浜県 息県 |

## 年表
この節の出典

### 信陽地区
- 1949年10月1日 - 中華人民共和国河南省信陽専区が成立。信陽県・確山県・遂平県・西平県・上蔡県・汝南県・新蔡県・正陽県が発足。(8県)
- 1949年11月22日 (2市8県)
  - 信陽県の一部が分立し、信陽市が発足。
  - 確山県の一部が分立し、駐馬店市が発足。
- 1950年5月9日 - 汝南県の一部が分立し、汝南市が発足。(3市8県)
- 1951年4月26日 (2市9県)
  - 汝南市が汝南県に編入。
  - 汝南県の一部が分立し、平輿県が発足。
- 1952年6月10日 (9県)
  - 信陽市が信陽県に編入。
  - 駐馬店市が確山県に編入。
- 1952年12月6日 - 潢川専区潢川県・光山県・羅山県・固始県・息県・商城県・新県・淮浜県を編入。(17県)
- 1953年7月9日 (17県2鎮)
  - 信陽県の一部が分立し、信陽鎮が発足。
  - 確山県の一部が分立し、駐馬店鎮が発足。
- 1953年10月21日 - 駐馬店鎮が市制施行し、駐馬店市となる。(1市17県1鎮)
- 1953年11月10日 - 信陽鎮が市制施行し、信陽市となる。(2市17県)
- 1955年8月24日 (2市17県)
  - 淮浜県の一部(三河区・欄杆区・趙集区の各一部)が安徽省阜陽専区阜南県に編入。
  - 安徽省阜陽専区阜南県の一部(地城区許寨郷・張寨郷の各一部)が淮浜県に編入。
- 1956年4月28日 - 湖北省孝感専区応山県の一部が信陽市に編入。(2市17県)
- 1958年4月4日 - 駐馬店市が確山県に編入。(1市17県)
- 1960年8月15日 (1市15県)
  - 信陽県が信陽市に編入。
  - 淮浜県が固始県・息県に分割編入。
- 1961年10月5日 - 信陽市の一部が分立し、信陽県が発足。(1市16県)
- 1962年10月20日 - 息県・固始県の各一部が合併し、淮浜県が発足。(1市17県)
- 1965年6月16日 - 確山県・汝南県・平輿県・新蔡県・上蔡県・西平県・遂平県・正陽県が駐馬店専区に編入。(1市9県)
- 1969年3月15日 - 信陽専区が信陽地区に改称。(1市9県)
- 1998年6月9日 - 信陽地区が地級市の信陽市に昇格。

### 潢川専区
- 1949年10月1日 - 中華人民共和国河南省潢川専区が成立。潢川県・光山県・羅山県・固始県・息県・商城県・新県が発足。(7県)
- 1951年7月2日 - 固始県・潢川県・息県の各一部が合併し、淮浜弁事処が発足。(7県1弁事処)
- 1952年5月9日 (7県1弁事処)
  - 皖北行署区六安専区霍邱県の一部が固始県・淮浜弁事処に分割編入。
  - 固始県の一部が皖北行署区六安専区霍邱県に編入。
- 1952年8月11日 - 淮浜弁事処が県制施行し、淮浜県となる。(8県)
- 1952年12月6日 - 潢川県・光山県・羅山県・固始県・息県・商城県・新県・淮浜県が信陽専区に編入。

### 信陽市
- 1998年6月9日 - 信陽地区が地級市の信陽市に昇格。(2区8県)
  - 信陽市・信陽県の各一部が合併し、溮河区が発足。
  - 信陽市の残部・信陽県の残部が合併し、平橋区が発足。

## 姉妹都市・友好都市
信陽市溮河区
- 新見市（日本）1992年4月16日